# Gertrude Scharff Goldhaber
Gertrude Scharff Goldhaber (Mannheim, 14 de juliol de 1911 - Patchogue, Nova York, 2 de febrer de 1998) fou una física nuclear estatunidenca d'origen jueu alemany. Va doctorar-se a la Universitat de Múnic i, encara que la seva família va patir les consequencies de l'Holocaust, Gertrude va poder fugir a Londres i més tard als Estats Units. La seva recerca durant Segona Guerra Mundial va ser classificada i la informació no es va poder publicar fins al 1946. Ella i el seu marit, Maurice Goldhaber, van passar la major part de les seves carreres de postguerra en el Brookhaven National Laboratory (Laboratori Nacional de Brookhaven).

## Biografia
Gertrude Scharff (Goldhaber era el cognom del seu marit) va néixer a Mannheim (Alemanya) el 14 de juliol de 1911. Va assistir a l'escola pública, on va desenvolupar l'interès per la ciència. Els seus pares van donar-li suport, fet inusual en l'època, probablement perquè el seu pare havia volgut ser químic abans de veure's obligat a mantenir la seva família després de la mort del seu pare. La infància de Gertrude Scharf va estar plena d'entrebancs. Durant la Primera Guerra Mundial, va haver de menjar el pa fet parcialment de serradures, i la seva família va patir la hiperinflació de la Alemanya de la postguerra, tot i que no va impedir-li assistir a la Universitat de Múnic.
A la universitat, Scharf ràpidament va desenvolupar un interès per la física. Encara que la seva família havia donat suport al seu interès en la ciència quan era una nena, el seu pare la va animar a estudiar dret. En defensa de la seva decisió d'estudiar física, li va dir al seu pare: «No m'interessen les lleis. Vull entendre del que està fet el món.» Com era habitual per als estudiants a l'època, Gertrude va estudiar diversos semestres en diferents universitats com ara la Universitat de Friburg, la Universitat de Zúric o la Universitat de Berlín, on coneixeria al seu futur marit. De tornada a Múnic, va entrar com a adjunta de Walter Gerlach per realitzar la investigació per a la seva tesi sobre els efectes de l'estrès en la magnetització. Es va graduar el 1935 i va publicar la seva tesi el 1936.
Amb l'arribada al poder del partit nazi el 1933, Scharf es va enfrontar a dificultats cada vegada més grans a Alemanya pel seu origen jueu. El seu pare va ser detingut i empresonat i, encara que ell i la seva dona van poder fugir a Suïssa després del seu alliberament, van tornar a Alemanya i van morir a l'Holocaust. Gertrude Scharf va romandre a Alemanya fins a acabar el seu doctorat el 1935, i després va fugir a Londres. Els seus pares no van escapar dels nazis, però la seva germana Liselotte si ho que va aconseguir.
Durant els sis primers mesos de la seva estada a Londres, Scharf va viure dels diners que va obtenir de la venda de la seva càmera Leica, així com dels diners obtinguts de la traducció de textos de l'alemany a l'anglès. Es va adonar que tenir un doctorat era un desavantatge i que tenien més possibilitats els estudiants refugiats que els científics. Va escriure a altres trenta-cinc científics refugiats a la recerca de treball però sempre es trobava que ja hi havia massa científics refugiats treballant al lloc; només Maurici Goldhaber va respondre oferint-li esperances de trobar feina a Cambridge. Va aconseguir trobar feina al laboratori de George Paget Thomson en el seu programa de difracció d'electrons. Encara que hi havia un lloc de treball post-doctoral amb Thomson, Scharf es va adonar que no pensaven en ella com a candidata, de manera que va buscar una altra feina.
El 1939 es va casar amb Maurice Goldhaber i a continuació es van traslladar a Urbana, per unir-se a la Universitat d'Illinois. L'estat d'Illinois tenia lleis estrictes contra el nepotisme, i Scharf no va poder ser contractada per la universitat, ja que el seu marit ja hi ocupava un lloc de feina. Tot i això, va treballar com a assistent no remunerada del seu marit sense dret a despatx ni espai de laboratori. Com el laboratori de Goldhaber només estava equipat per a la investigació en física nuclear, ella va haver de dedicar-se també a aquesta branca de la física. Durant aquest temps la parella va tenir dos fills: Alfred i Michael.
Gertrude Scharff va estudiar les seccions eficaces de les reaccions neutró–protó i neutró–nucli el 1941, i l'emissió de radiació gamma i l'absorció pels nuclis el 1942. En aquesta època va observar que la fissió nuclear espontània estava acompanyada per l'alliberament de neutrons, cosa que ja havia estat teoritzada abans però mai s'havia demostrat. El seu treball amb la fissió nuclear espontània va ser qualificat com a informació classificada durant la Segona Guerra Mundial i només va poder ser publicada després de la guerra, el 1946.
Gertrude Scharff i Maurici Goldhaber es van traslladar des d'Illinois a Long Island, on van treballar en el Brookhaven National Laboratory. Al laboratori, ella va iniciar una sèrie de conferències mensuals conegudes com les Brookhaven Lecture Series, que encara continuaven el juny de 2009.

## Honors i llegat
- 1947 — Escollida membre de l'American Physical Society[4]
- 1972 — Escollida membre de l'Acadèmia Nacional de Ciències dels Estats Units[4]
- 1982 — Long Island Achiever’s Award in Science[4]
- 1984 — Phi Beta Kappa visiting scholar.[4]
- 1990 — Premi científica destacada de l'Association for Women Scientists.[4]
- 2001 — El Brookhaven National Laboratory va crear les beques Gertrude i Maurice Goldhaber en el seu honor.[9]